# Échangeur air-sol
 (décembre 2022).
Si vous disposez d'ouvrages ou d'articles de référence ou si vous connaissez des sites web de qualité traitant du thème abordé ici, merci de compléter l'article en donnant les références utiles à sa vérifiabilité et en les liant à la section « Notes et références ».
Un échangeur air-sol (également connu sous les noms de puits provençal, puits canadien ou puits climatique) est un échangeur géothermique à très basse énergie utilisé pour rafraîchir ou réchauffer l'air ventilé dans un bâtiment. 
Ce type d'échangeur est notamment utilisé dans l'habitat passif.

## Principe

Exemple d'utilisation d'un puits provençal (en bleu) dans une maison passive.

L'échangeur air-sol sert à alimenter un bâtiment en air en le faisant circuler auparavant dans un conduit enterré qui selon les conditions climatiques le refroidit ou le préchauffe en utilisant l'inertie thermique du sol. L'air sert de fluide caloporteur tandis que le tube sert d'échangeur thermique tout en canalisant l'air jusqu'au bâtiment.
Le puits provençal, bien que principalement utilisé comme système de rafraîchissement naturel, peut être également utilisé l'hiver pour préchauffer l'air entrant ou pour maintenir hors gel une habitation. Il en est de même du puits canadien.
Ce système est basé sur le simple constat que la température sous terre :
- est différente de celle de l'air en surface ;
- sa variation peut se modéliser comme la somme de deux oscillations l'une annuelle (été/hiver) et l'autre journalière (jour/nuit) ;
- sa variation subit une plus faible amplitude par rapport à sa moyenne annuelle d'autant plus que la profondeur augmente ;
- sa variation journalière, à faible profondeur, est déphasée dans le temps par rapport à celle de l'air en surface du fait de l'inertie thermique de la terre.

Ces constats sont à mettre en parallèle avec les données suivantes :
- la profondeur du sol à partir de laquelle la température est considérée comme hors gel est d'environ 60 cm en plaine sous les latitudes françaises métropolitaines.
- la température moyenne saisonnière du sous-sol à 2 mètres de profondeur se rapproche davantage de la température de confort (18 à 26 °C) l'été que l'hiver (en plaine sous les latitudes françaises métropolitaines).
- les variations des températures saisonnières été/hiver n'interviennent pratiquement plus à partir de 10–15 m de profondeur où la température reste quasi constante tout au long de l'année.

En pratique, le tube sera enterré au moins à 1,5 mètre de profondeur et dans ces conditions :
- le tube est à l'abri du gel ;
- la variation de température journalière à cette profondeur est déphasée par rapport à celle de la surface ;
- la température moyenne mensuelle à cette profondeur varie au cours des saisons.

Le procédé étant passif et basé sur la capacité thermique du sol, un échangeur air/sol peut être contre-productif pour préchauffer/rafraîchir à certaines parties de la journée et/ou de l'année par rapport à l'air extérieur. Pour éviter cela, une entrée d'air en prise directe et une vanne (manuelle ou électrique) est recommandée pour court-circuiter le puits.
Utilisant le principe d'inertie thermique, le système est d'autant plus efficace que les amplitudes thermiques extérieures journalières sont fortes ou qu'il fait face à des événements climatiques extrêmes de courte durée, comme le blizzard, à condition que l'entrée d'air soit protégée de la neige.

## Éléments du puits

### Échangeur thermique: le tube
Le tube constitue un échangeur thermique entre un flux d'air et le sol (ou tout autre matériau ayant une capacité thermique massique importante).
- Le circuit d'air peut être fermé en formant une boucle partant sous terre pour revenir au bâtiment. Avantageux sur le plan thermique, il reste efficace même par temps humide. Toutefois, il ne contribue pas au renouvellement de l'air intérieur et nécessite alors un second circuit d'air pour l'habitation.

- Le circuit d'air peut être ouvert en provenant de l'extérieur. L'été, l'air humide venant de l'extérieur, précédant un orage par exemple, en fonction du taux d'hygrométrie et de la température peut se condenser sur les parois du tube. Le changement d'état (liquéfaction) de la vapeur d'eau en gouttelettes s'opérant à température constante en restituant de l'énergie[Note 1] réduit les performances du puits limitant la baisse de température du flux d'air (par rapport à un flux sec). Lors de la construction une pente constante du tube sera nécessaire afin de l'évacuer et d'éviter d'avoir de l'eau stagnante. Il est à remarquer qu'un puits provençal est peu efficace pour les climats offrant des saisons chaudes et humides.

Le tube doit répondre à différentes contraintes en fonction de son environnement :
- Résister à la corrosion, le tube étant en contact en permanence avec de l'air et de l'eau.
- Résister à l'écrasement du fait de son enfouissement, de son immersion ou d'un éventuel passage d'un engin en surface.
- Résister à de légères déformations pour accompagner un mouvement de terrain sans rompre.
- N'être ni poreux, ni perméable afin d'éviter toute pollution provenant de l'intérieur ou de l'extérieur.
- Résister à un traitement chimique ou thermique pour remédier à une pollution accidentelle ou une éventuelle contamination du flux d'air par un agent présent dans le tube.
- Avoir une paroi interne lisse afin de faciliter l'évacuation des condensats.

Si le tube n'est pas d'un seul tenant, les jointures entre les différentes sections doivent également répondre à ces caractéristiques.
La conductivité thermique du matériau composant le tube affecte le rendement thermique du système de manière non significative (un gain de 8 % seulement entre le PE-HD et la fonte par exemple).
Les réseaux en fonte ductile ou en polyéthylène haute densité répondent très bien à ces critères pour cette application. Leur recyclabilité, résistance mécanique (résistance aux racines, rectitude dans la durée, résistance à l'ovalisation, etc.) et l'inertie thermique sont des propriétés très intéressantes. Il est possible d'implanter ces réseaux sous chaussée et même sous le bâtiment afin d'optimiser l'espace.
Les tubes en PVC Nf possèdent une couche extrudée à l'intérieur qui réduit les échanges thermiques. Le PVC est déconseillé pour ce type d'application car il comporte du chlore.

### Circulation de l'air
Le fonctionnement de l'échangeur air/sol repose sur la circulation d'air dans le tube, qui peut s'opérer : 
- passivement, par une surpression en entrée de tube en la positionnant par exemple du côté des vents dominants ou en créant une dépression en sortie de tube en utilisant une cheminée solaire[Note 2]. Ces techniques ne consomment que l'énergie du vent et de l'ensoleillement. Le dimensionnement des prises d'air et du tube devra être adapté et la régulation de l'air se fera manuellement par obstruction (vanne, diaphragme, etc.). Ce procédé peut servir à maintenir hors-gel un bâtiment dépourvu d'alimentation électrique, par exemple. L’efficacité de ce procédé est très minime et il est difficile de gérer les apports qui dépendent des conditions atmosphériques ;
- mécaniquement, grâce à une ventilation motorisée adaptée. Toutefois, l'obligation légale d'installer une ventilation mécanique contrôlée (VMC) dans les maisons d'habitation, dans bon nombre de pays européens[1][réf. incomplète] fait qu'une ventilation est soit rarement installée, puisqu'une VMC peut jouer ce rôle. Lors de son installation, la puissance de la VMC doit tenir compte des pertes de charge supplémentaires générées par le puits. Le schéma de circulation d'air dans une maison correspondant à une entrée d'air et une sortie d'air uniques est celui de la VMC double flux.

Le flux d'air a vocation à circuler dans le bâtiment :
- le bâtiment n'est constitué que d'une seule pièce, l'entrée du puits ira directement l'alimenter. S'il s'agit d'une habitation, une VMC simple flux suffit ;
- le bâtiment est composé de plusieurs pièces et/ou d'étages, le flux d'air entrant devra être acheminé et réparti dans les pièces. Le puits nécessitant de clore hermétiquement toutes les autres entrées d'air du bâtiment, une VMC double flux dans le cas d'une habitation sera utile pour garantir un renouvellement d'air constant et uniforme dans tout le bâtiment et notamment dans la cuisine - surtout si la plaque de cuisson fonctionne au gaz. Un tel système nécessite l'installation d'une bouche d'aspiration ou d'insufflation dans presque toutes les pièces. Dans ce cas, les caractéristiques de l'installation devront être alors étudiées pour ne pas propager les sons d'une pièce à l'autre ou le ronronnement de la ventilation.

Le flux d'air frais entrant faisant office de fluide caloporteur, les gaines distribuant l'air dans les pièces devraient être isolées afin que la chaleur/fraîcheur ne soit pas perdue dans les combles ou dans le sous-sol, par exemple, au cours de son cheminement.
Une VMC double flux présente un autre avantage que d'être l'extension d'un échangeur air/sol, au niveau des gains thermiques. Elle permet la mise en place d'un échangeur air/air qui utilise la chaleur/fraîcheur de l'air sortant pour chauffer/rafraîchir l'air entrant. Tout comme pour le puits, l'échange n'est pas toujours utile et une canalisation ainsi qu'une vanne de contournement (permettant de court-circuiter cet échangeur) sont plus que conseillées.
Si les législations en vigueur imposent généralement un taux de renouvellement d'air minimum dans les maisons, en revanche il n'est pas interdit d'en augmenter la fréquence notamment l'été. La ventilation mécanique choisie devra idéalement être réglable et suffisamment dimensionnée pour que sa consommation électrique n'augmente pas de façon disproportionnée.
Dans le cas d'une maison RT2012, l'expérience a montré qu'un débit de trois volumes par heure est nécessaire pour pouvoir rafraîchir le bâtiment. Une VMC double flux couplée au puits canadien ne permet pas d'obtenir ce résultat. Il convient de rajouter en parallèle un ventilateur capable d'extraire entre 600 et 900 m3/h du puits canadien. Dans ce cas, le puits canadien devra être composé de deux ou trois conduits (DN200) sur une longueur de 35 m pour maintenir un débit de max 3,5 m/s et des pertes de charges faibles.

### Protections contre les pollutions
Le renouvellement de l'air intérieur d'une maison ou d'un local d'habitation permet de lutter contre les pollutions internes et l'échangeur air/sol, en limitant les pertes thermiques, y contribue. Les polluants évacués par le renouvellement ont diverses formes notamment gazeuse. Ils peuvent être d'origine humaine et liés à la respiration comme le dioxyde de carbone ou d'origine naturelle comme le radon. Ce dernier n'est pas le seul gaz qui se dégage du sol mais il représente un danger sanitaire en étant plus lourd que l'air et surtout un contaminant radioactif. Naturellement présent sur tous les continents et dans toutes les régions, il l'est davantage dans les zones granitiques, volcaniques ou uranifères et les autorités sanitaires nationales en dressent régulièrement les cartes. Du fait de ses caractéristiques, il tend à s'accumuler dans les dépressions (caves ou endroits peu ventilés) : le risque augmentant avec sa concentration dans l'air respiré, il y est particulièrement cancérigène pour les poumons. Une attention particulière dans la conception de l'échangeur air/sol doit être donnée au niveau de l'imperméabilité à ce gaz du tube et de ses éventuelles jointures afin qu'ils n'en deviennent pas un diffuseur dans le bâtiment. Toutefois un puits en fonctionnement dilue ces éventuelles infiltrations gazeuses avec de l'air frais amenant les concentrations du radon à un seuil acceptable (avec une radioactivité en dessous de 150 Bq/m3). Le problème se pose lors d'un arrêt prolongé ou d'une utilisation par intermittence du puits, ce gaz plus dense que l'air pouvant s'être infiltré lentement et accumulé dans le tube : dans ce cas, il vaut mieux le purger grâce à une vanne dédiée (dite by-pass, c'est-à-dire « de contournement ») rejetant directement l'air à l'extérieur sans passer par le bâtiment, avant la remise en marche. Une autre solution consistant à inverser les flux d'air, conduit à contaminer les tubes d'alimentation avec les rejets d'air de la maison. Il est à remarquer que ceci peut se produire naturellement si la ventilation du puits est simplement arrêtée sans que ce dernier ne soit obstrué.
L'éventuelle proximité d'une zone industrielle classée prévoit normalement un plan de prévention en cas de catastrophe incluant des mesures de confinement dont l'arrêt des ventilations. Dans ce cas, qu'elle soit naturelle ou mécanique la ventilation doit pouvoir rapidement être arrêtée. Dans le premier cas, le puits et éventuellement son by-pass doivent pouvoir être facilement obstrués. Dans le second cas, un interrupteur facilement accessible, un fusible ou un disjoncteur différentiel dédié sur le tableau électrique doit permettre un arrêt rapide du système. Après une catastrophe industrielle notamment chimique, une attention particulière doit être prise avant la remise en marche du puits dont le tube peut avoir accumulé des gaz lourds toxiques (ex. : dichlore).
S'il n'est pas protégé par une crépine et des filtres, le puits devient la porte d'entrée des nuisibles pour l'homme (rongeurs, reptiles, insectes, arthropodes, pollens...) qui pour certains sont vecteurs de maladie sinon d'ennuis. Les protections sont installées de l'extérieur à l'intérieur avec des mailles de plus en plus fines. Les filtres les plus fins, contre les pollens par exemple si l'on souhaite s'en protéger, demandent plus d'entretien et doivent être changés plus souvent sous peine d'être colmatés et de boucher l'arrivée d'air. En fermant l'accès à ces animaux, l'accumulation de matière organique et végétale est limitée en empêchant les excréments, le stockage d'aliments, l'amoncellement de terre ou de matières végétales pour la construction de nids. Les filtres empêchent également le tube d'« aspirer » les feuilles et la poussière volant dans l'air. Sans cela, l'accumulation au cours du temps de tous ces éléments mélangés à de l'eau de condensation peut former un substrat pour des champignons, moisissures et/ou bactéries. Les mauvaises odeurs à la suite de la remise en marche d'un échangeur air/sol après un arrêt prolongé trahissent la présence de matières en décomposition ou en fermentation.
L'évacuation des condensats du puits, si elle se fait dans un réseau d'eau usée, nécessite l'installation d'un siphon. Sinon, l'aspiration créée par une VMC ne fera pas la différence entre l'air provenant du puits et celle malsaine des égouts apportant un risque sanitaire et des mauvaises odeurs dans tout le bâtiment ventilé. Pour être efficace et ne pas être lui-même source de pollution, le siphon doit rester plein et l'eau non stagnante, ce qui est difficile à réaliser en pratique, et nécessite une surveillance constante des installations.
L'entretien et la prévention demeurent toutefois le meilleur moyen d'éviter toute pollution tout au long de la vie de l'installation. L'entretien courant consiste au remplacement et/ou au nettoyage des filtres sous peine de voir augmenter les pertes en charge en même temps que la consommation électrique de la centrale pour les installations mécanisées. La prévention passe par un examen du tube à une fréquence régulière, triennal par exemple, afin d'inspecter sa propreté et son intégrité surtout dans les zones de perte de charge, comme dans les coudes.

## Mise en œuvre et ingénierie

### Rendement de l'échangeur
Le rendement de l'échange thermique entre le flux d'air et le sol dépend de :
- la nature du sous-sol : la conductivité thermique des sols varie fortement en fonction de la présence d'eau et de sa constance. Dans les cas de sources ou de rivières souterraines le rendement est davantage fonction de la température et de la pérennité de ces flux, la capacité thermique massique de l'eau étant nettement supérieure à celle des composants du sol. De fortes précipitations en été peuvent nettement améliorer le rendement du puits après plusieurs semaines de sécheresse par exemple ;
- le dimensionnement du tube et le débit d'air : l'échange thermique est d'autant plus grand que la vitesse d'écoulement du flux d'air est faible et la surface du tube grande. Le débit d'air étant lié directement aux besoins de renouvellement d'air frais pour le bâtiment qui est fixé a minima réglementairement. Par conséquent, la vitesse dépendra uniquement du diamètre du tube. La surface d'échange quant à elle est fonction de la longueur et du diamètre du tube. Il est à remarquer que la longueur du tube augmente les charges en ligne et influe directement sur la puissance nécessaire à l'installation. La consommation de la ventilation doit rester à une puissance acceptable, le gain énergétique du puits doit rester supérieur aux charges énergétiques liées à la ventilation pour justifier une telle installation ;
- la profondeur de l'enfouissement du tube : plus on descend dans le sous-sol, plus la température est constante. Il faut trouver un compromis entre rendement et coût du terrassement, ce compromis est généralement trouvé entre un et deux mètres de profondeur ;
- le taux d'hygrométrie du flux d'air dans le tube.